# Dark Lover - Un amore proibito
Dark Lover - Un amore proibito è il primo romanzo della serie de La confraternita del pugnale nero, scritto da J.R. Ward, pseudonimo della scrittrice statunitense Jessica Bird.

## Trama
In una città vicino a New York, Caldwell (affettuosamente chiamata dai suoi cittadini Caldie) è in corso una lotta tra vampiri e Lesser, lotta della quale gli umani sono completamente all'oscuro.
Beth Randall è una giovane umana che lavora come cronista per il Caldwell Courier Journal, la quale durante una delle sue indagini s'imbatte in uno dei tanti casi di cronaca nera, senza sapere che la vittima è una persona che la riguarda da molto vicino.
Durante la notte un uomo s'introduce senza difficoltà nel suo appartamento e anziché chiamare la polizia si lascia travolgere da una inaspettata passione.
L'uomo, Wrath, è in realtà il sovrano dei vampiri ed è lì per proteggere quella giovane donna, figlia del suo migliore amico appena deceduto. Ma l'amore scoppia inevitabilmente.

## Edizioni
La prima edizione del 2005, edita da Mondolibri, riporta il titolo in inglese mentre nel 2010 la casa editrice Rizzoli lo pubblica nella collana BUR, con il titolo Il Risveglio.